# Seznam švédských hudebníků

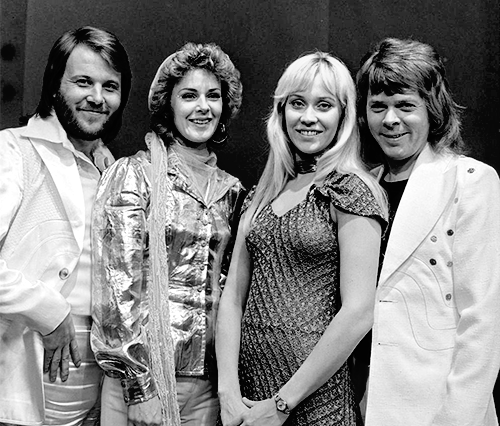
ABBA

Tento článek obsahuje výčet švédských zpěváků, hudebníků a hudebních skupin.

## Zpěváci

### A-F

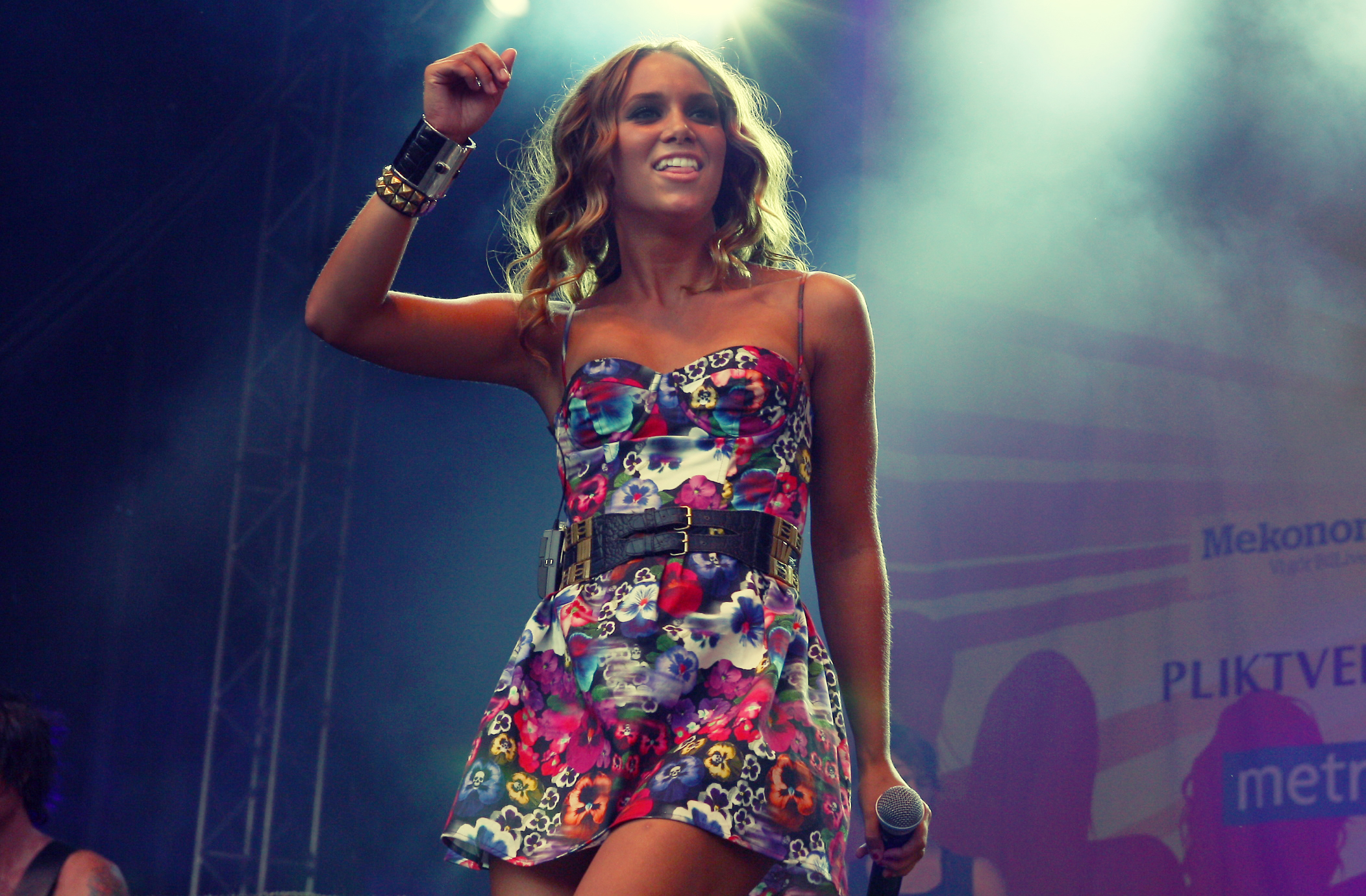
Agnes Carlsson

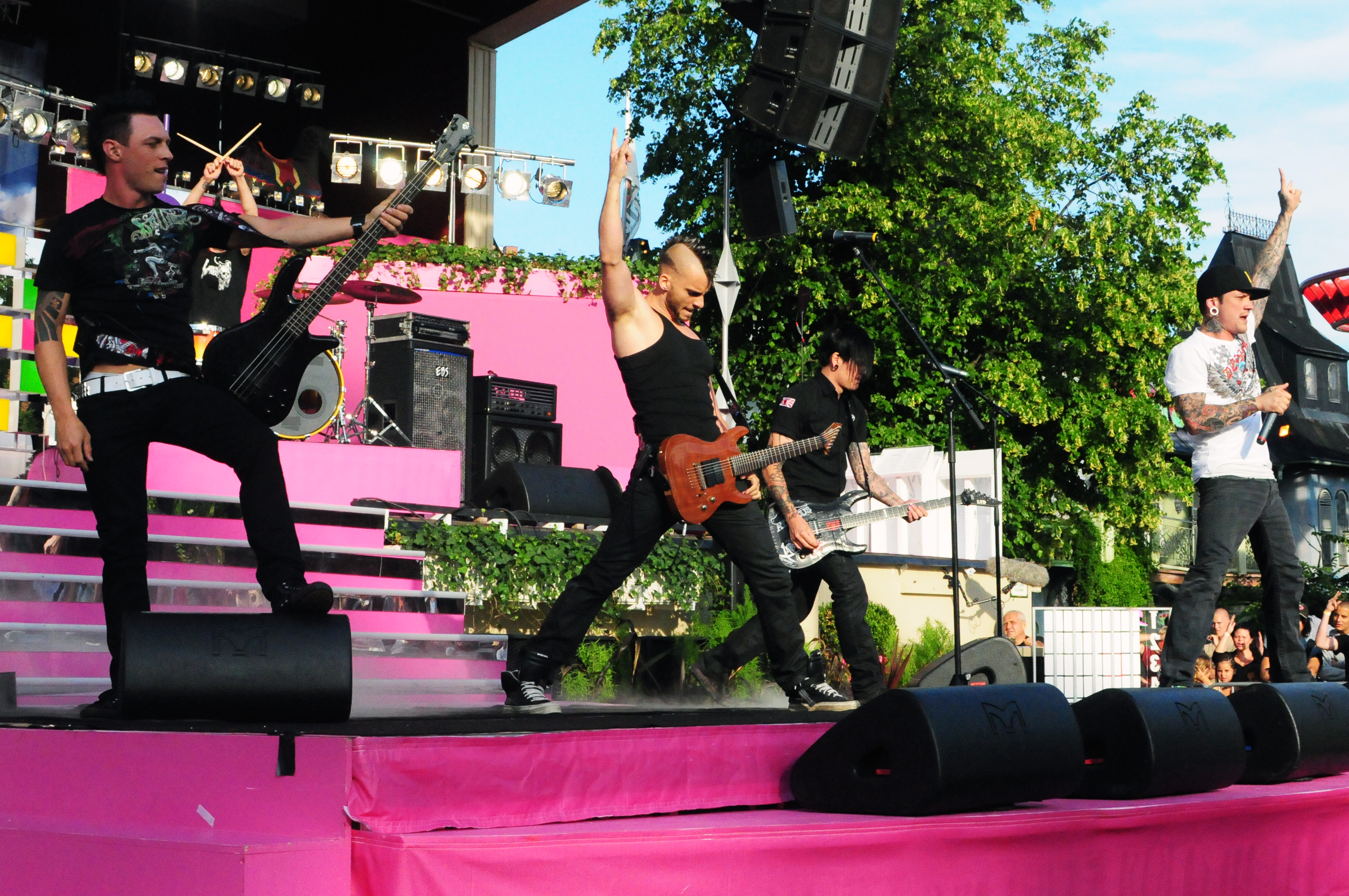
Metalová skupina Dead by April

- Arash
- Sonja Aldén
- Salem Al Fakir
- Mikael Åkerfeldt
- Jessica Andersson
- Pernilla Andersson
- Elisabeth Andreassen
- Mattias Andréasson
- Alice Babs
- Jean-Pierre Barda
- Basshunter
- Linda Bengtzing
- Anna Bergendahl
- Lasse Berghagen
- Kevin Borg
- Nicke Borg
- Bosson
- Brolle
- Joacim Cans
- Agnes Carlsson
- Magnus Carlsson
- Eagle-Eye Cherry
- Jenny Berggren
- Jennifer Brown
- Neneh Cherry
- Shirley Clamp
- Eva Dahlgren
- Kikki Danielsson
- Darin
- Amy Diamond
- Dilba
- Thomas Di Leva
- Lotta Engberg
- Malena Ernman
- E-Type
- Anton Ewald
- Agnetha Fältskog
- Sarah Dawn Finer
- Jessica Folcker
- Amanda Fondell
- Marie Fredriksson

### G-L

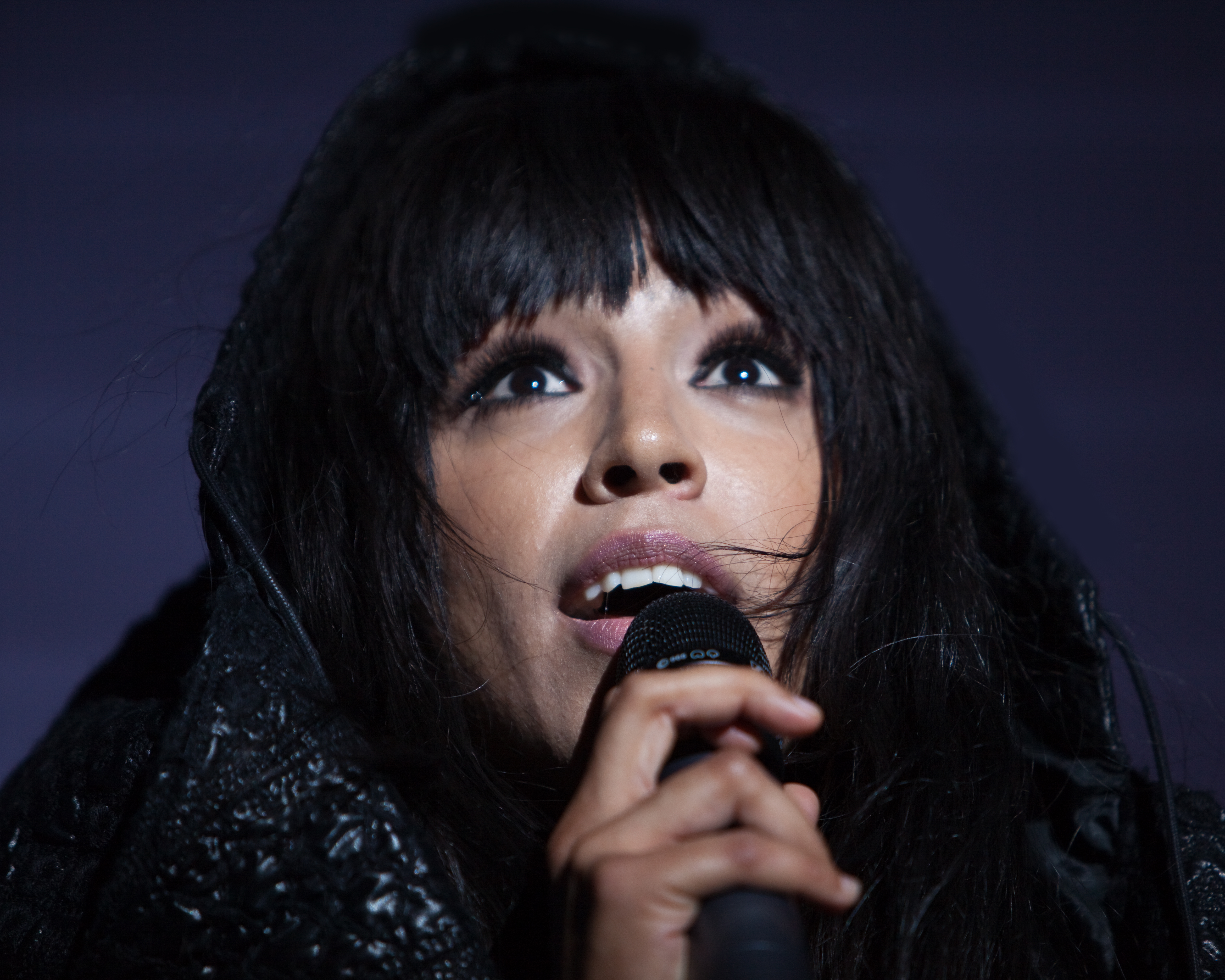
Loreen

- Per Gessle
- José González
- Erik Grönwall
- Nanne Grönvall
- Günther
- Ralf Gyllenhammar
- Carola Häggkvist
- Håkan Hellström
- Camilla Henemark
- Linnea Henriksson
- Louise Hoffsten
- Anna Järvinen
- Amanda Jenssen
- Jay-Jay Johanson
- Andreas Johnson
- Jill Johnson
- Ana Johnsson
- Helena Josefsson
- Peter Jöback
- Sebastian Karlsson
- Tommy Körberg
- LaGaylia
- Tomas Ledin
- Jens Lekman
- Janet Leon
- Loreen
- Lykke Li
- Lill Lindfors
- David Lindgren
- Daniel Lindström
- Anni-Frid Lyngstadová
- Andreas Lundstedt

### M-S

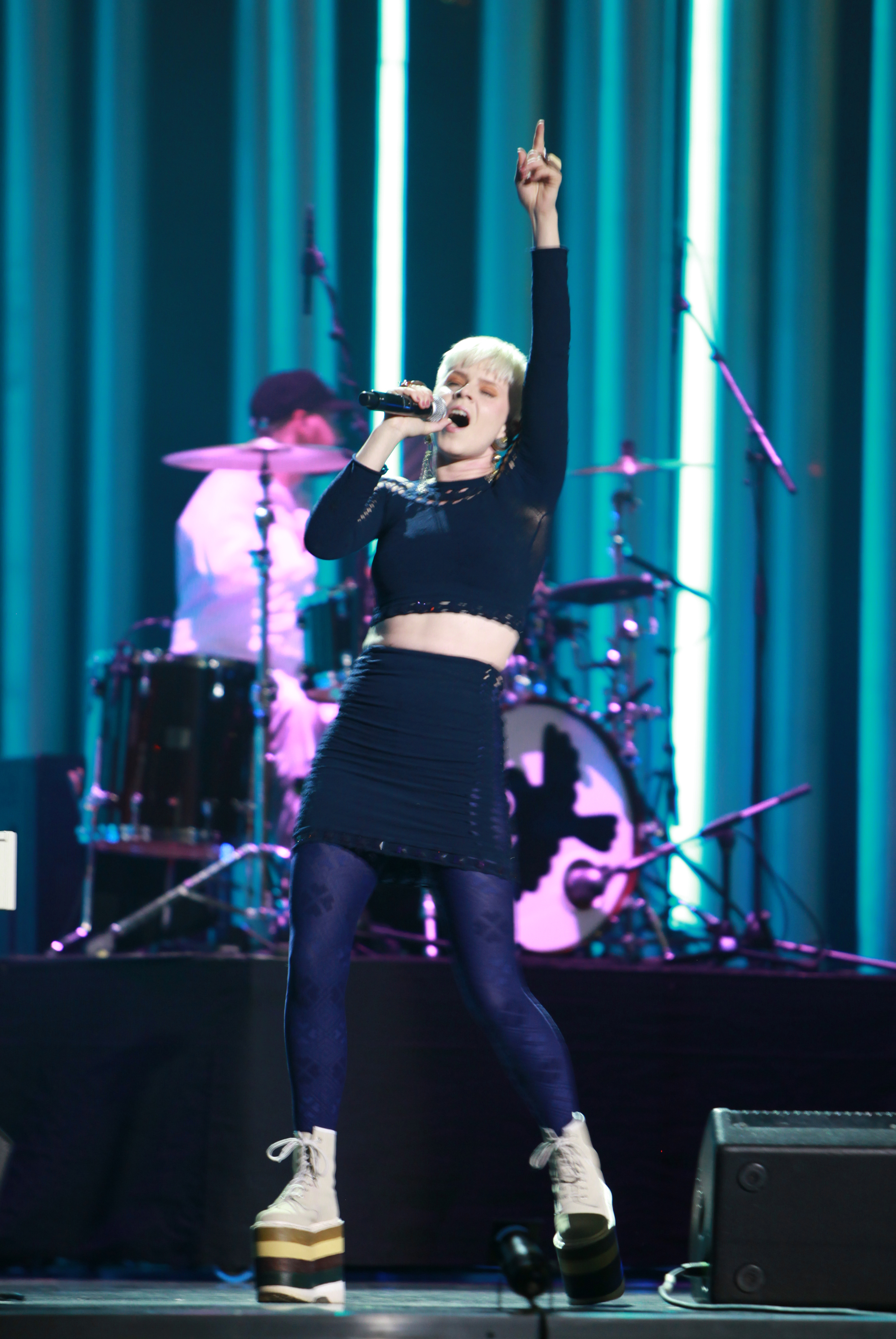
Robyn

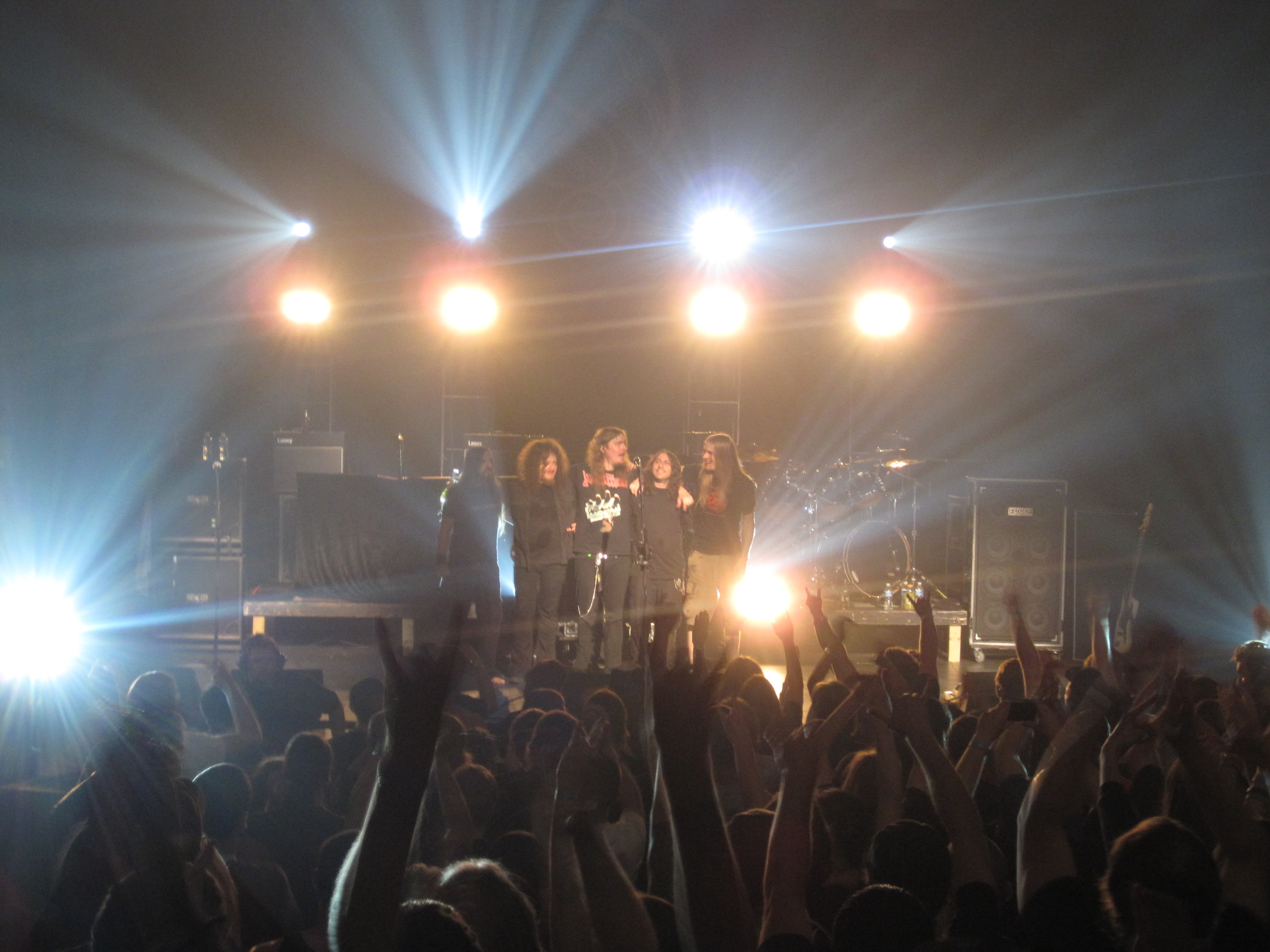
Metalová kapela Opeth

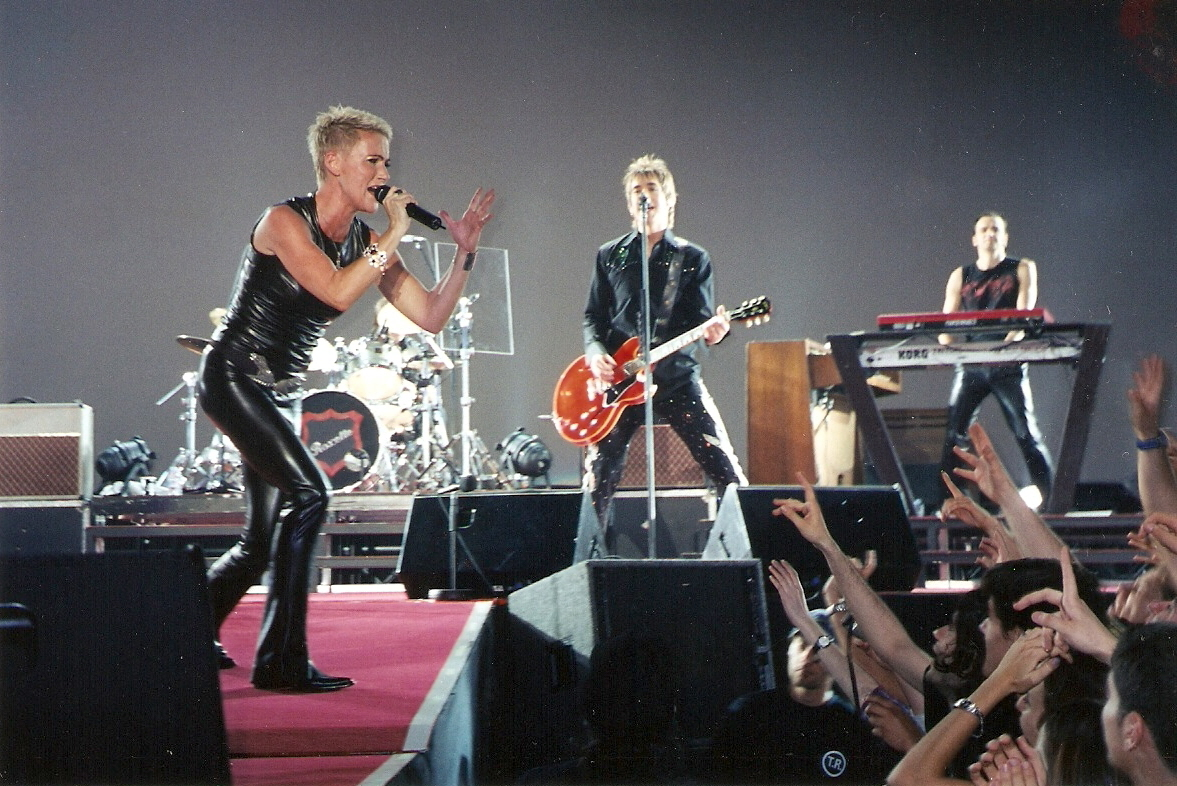
Roxette

- Siw Malmkvist
- Meja
- Veronica Maggio
- Markoolio
- Lisa Miskovsky
- The Moniker
- Ulrik Munther
- Sanna Nielsen
- Tommy Nilsson
- Stina Nordenstam
- Elena Paparizou
- Charlotte Perrelli
- Lena Philipsson
- Marie Picasso
- Roger Pontare
- Laleh Pourkarim
- Linda Pritchard
- Eddie Razaz
- Sibel Redžep
- Robyn
- Martin Rolinski
- Emilia Rydberg
- Eric Saade
- Anna Sahlene
- Molly Sandén
- Danny Saucedo
- Erik Segerstedt
- September
- Marie Serneholt
- Christer Sjögren
- Jay Smith
- Martin Stenmarck
- Robin Stjernberg
- Tove Styrke
- Ola Svensson
- Swingfly

### T-Z
- Titiyo
- Tove Lo
- Velvet
- Viktoria Tolstoy
- Magnus Uggla
- Pernilla Wahlgren
- Christian Walz
- Ace Wilder
- Jenny Wilson
- Lars Winnerbäck
- Rikard Wolff
- Yohio
- Caroline af Ugglas
- Sophie Zelmani
- Måns Zelmerlöw
- Oscar Zia
- Zara Larsson

## Hudební skupiny

### 0-9
- 59 Times The Pain

### A-F
- Abalone Dots
- ABBA
- Ace of Base
- Afro-Dite
- After Dark
- Alcazar
- Alice in Videoland
- Amaranthe
- Ammotrack
- Amon Amarth
- Änglagård
- Antiloop
- Arcana
- Arch Enemy
- The Ark
- Armageddon
- Army of Lovers
- Ashbury Heights
- Astral Doors
- A*Teens
- At the Gates
- Backyard Babies
- Basic Element
- Bathory
- Blindside
- Bodies Without Organs (BWO)
- Bloodbath
- Broder Daniel
- Carnal Forge
- Caesars
- Candlemass
- Caramba
- Caramell
- The Cardigans
- Ceremonial Oath
- Chips
- Clawfinger
- The Concretes
- Cookies 'N' Beans
- Covenant
- Crashdïet
- The Crown
- Crucified Barbara
- Cult of Luna
- Dark Funeral
- Dark Tranquillity
- Darkane
- Dawn
- Deathstars
- Dead by April
- Diablo Swing Orchestra
- Dimension Zero
- Dismember
- Dissection
- Dragonland
- Dream Evil
- Dungen
- Dynazty

### G-L
- Edge of Sanity
- E.M.D.
- Engel
- Entombed
- Eskobar
- Europe
- Evergrey
- The Flower Kings
- Garmarna
- Ghost
- Gyllene Tider
- HammerFall
- The Haunted
- H.E.A.T
- Hedningarna
- The Hellacopters
- Hep Stars
- The Hives
- Hypocrisy
- In Flames

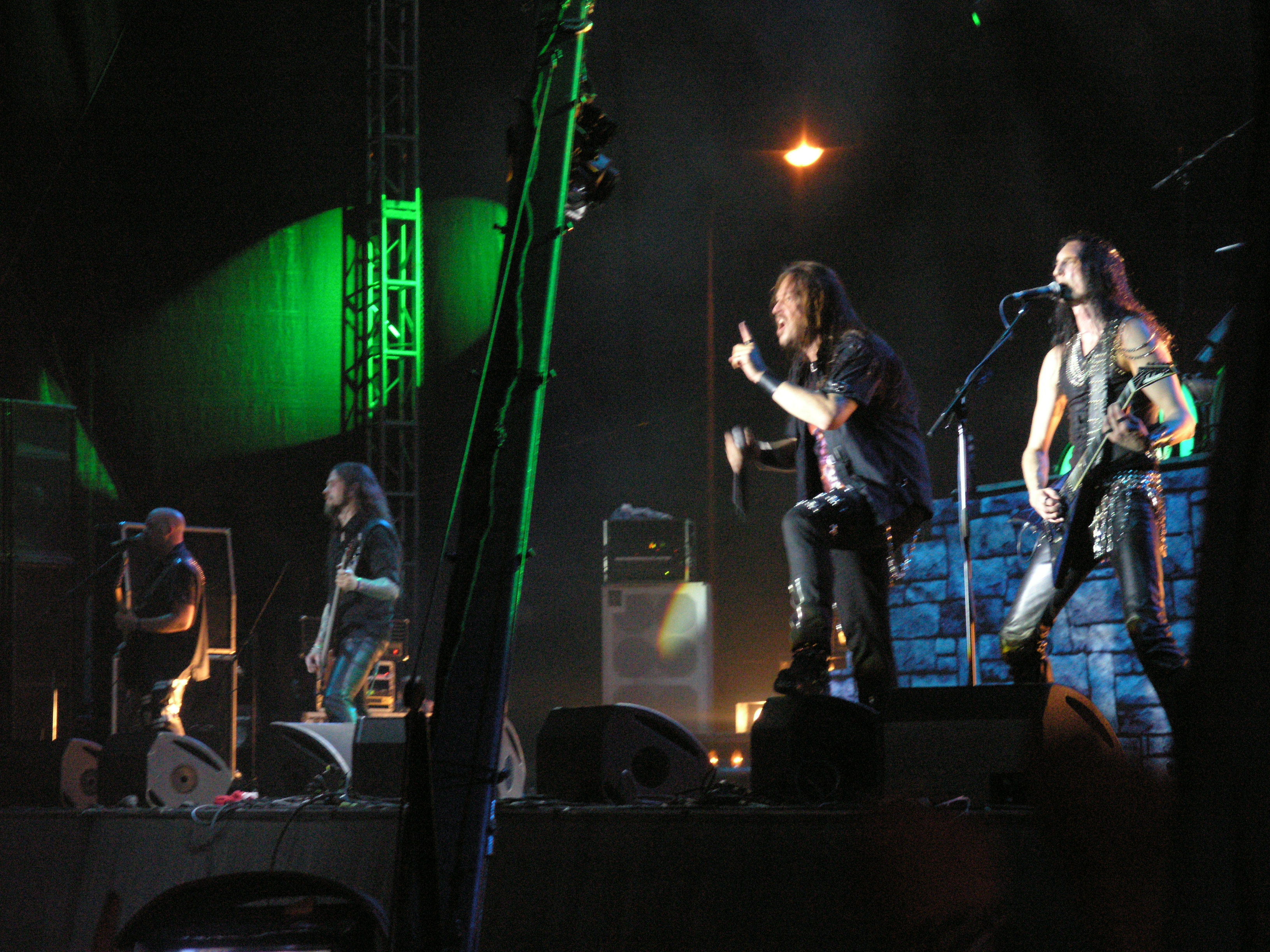
Heavy metalová kapela HammerFall

- The (International) Noise Conspiracy
- Johnossi
- Katatonia
- Kaipa
- Kent
- Kikki, Bettan & Lotta
- The Knife
- Lasse Stefanz
- Leather Nun
- Little Great Things

### M-S
- Machinae Supremacy
- Mando Diao
- Marduk
- Morbid
- Melody Club
- Meshuggah
- Millencolin
- Movits!
- Mustasch
- Månegarm
- Naglfar
- Nightingale
- Nightrage
- Nocturnal Rites
- No Fun at All
- Nordman
- October Tide
- Opeth
- Outtrigger
- Pain
- Pain of Salvation
- Passenger
- Peter Bjorn and John
- The Poodles
- The Radio Dept.
- Raised Fist
- Razorlight
- Rednex
- Refused
- Roxette
- Sabaton
- Sahara Hotnights
- Scar Symmetry
- Secret Service
- Shout Out Louds
- Slagsmålsklubben (SMK)
- Soilwork
- Sonic Syndicate
- The Sounds
- The Soundtrack of Our Lives
- State of Drama
- Stockholm Syndrome
- Sugarplum Fairy
- Swedish House Mafia

### T-Z
- Teddybears
- Terror 2000
- Therion
- Those Dancing Days
- Tiamat
- Timoteij
- Thyrfing
- Triakel
- Unleashed
- Vintersorg
- Whale

## Hudebníci
- Dr. Alban
- Avicii
- Eric Prydz